# Норт-Даунс
Норт-Даунс (англ. North Downs) — пасмо крейдяних пагорбів на південному сході Англії, що простягається від Фарнгема у графстві Суррей до Білих скель Дувра у графстві Кент. 
 Більша частина Норт-Даунс складається з двох районів Area of Outstanding Natural Beauty (AONB): Суррей-гіллз і Кент-Даунс. 
Національна стежка Норт-Даунс проходить уздовж Норт-Даунс від Фарнгема до Дувра.
Найвищою точкою Норт-Даунс є Ботлі-гілл, графство Суррей (270 м над рівнем моря). 
Найвищою точкою графства Кент є пагорб Бетсом'з-гілл (251 м над рівнем моря), що знаходиться менше ніж за 1 км від Вестергем-гайтс, Бромлі, найвищої точки Великого Лондона на висоті 245 м.

## Етимологія
Даунс (англ. «Downs») походить від давньоанглійського dun, що означає, серед іншого, «пагорб». 
Це слово набуло значення «піднесених лук» приблизно в 14 столітті. 

Назва містить «Норт» («північ»), щоб відрізняти їх від подібного пасма пагорбів – Саут-Даунс – який проходить приблизно паралельно йому, але приблизно за 50 км на південь.

## Географія
Вузький хребет Хогз-Бек між Фарнгемом і Гілдфордом утворює західний край Норт-Даунс, тоді як скелі між Фолкстоном і Ділом закінчуються на сході. 
Куеста Норт-Даунс має крутий південний схил і пологіший схил на північ. 
Його південна межа визначається долиною Голмсдейл біля підніжжя ескарпу, в якій нижній шар є переважно глиняним. 
Північна межа менш помітна, але вона є там, де крейда занурюється нижче пізніших палеоценових відкладів. 

Норт-Даунс утворює північну частину Вельда, південна частина якої утворює Саут-Даунс.